# 埃瓦尔 (北部省)
埃瓦尔（法語：Eswars，法語發音：[ewaʁ]）是法国上法蘭西大區北部省的一个市镇，属于康布雷区。

## 地理
埃瓦尔（50°13'11"N, 3°16'5"E）面积2.78 平方千米，位于法国上法蘭西大區北部省，该省份为法国最北部的省份及最长的省份，西北濒北海，西接加来海峡省，南至埃纳省和索姆省，东与比利时接壤。
与埃瓦尔接壤的市镇（或旧市镇、城区）包括：坦莱韦克、屈维莱尔、埃科德夫尔、拉米伊。
埃瓦尔的时区为UTC+01:00、UTC+02:00（夏令时）。

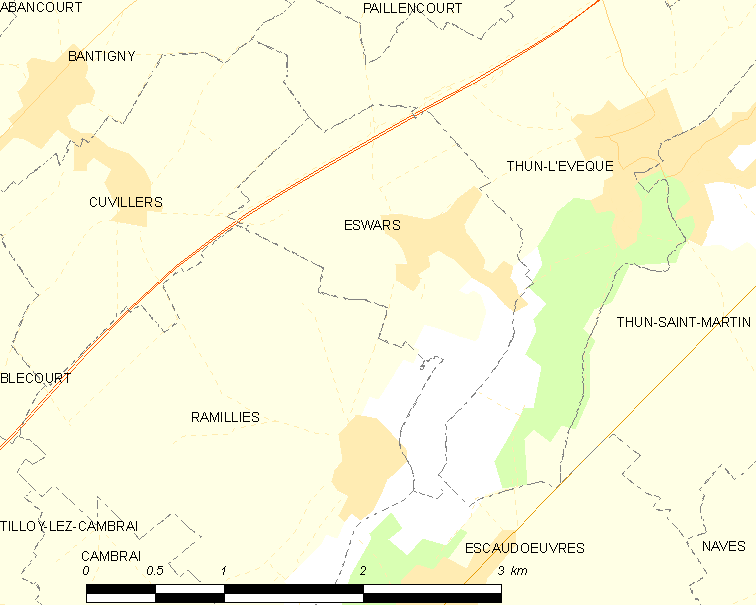
埃瓦尔的OSM定位图

## 行政
埃瓦尔的邮政编码为59161，INSEE市镇编码为59216。

## 政治
埃瓦尔所属的省级选区为康布雷县。

## 人口

1962-2008年间埃瓦尔人口变化图示

埃瓦尔于2022年1月1日时的人口数量为360人。